# Escàs (la Massana)
Escàs és un nucli de població del Principat d'Andorra situat a la parròquia de la Massana. L'any 2009 tenia 79 habitants.